# Diocèse de Ciudad Altamirano
Le diocèse de Ciudad Altamirano (en latin : Dioecesis Civitatis Altamirensis ; en espagnol : Diócesis de Ciudad Altamirano) est un diocèse de l'Église catholique du Mexique, suffragant de l'archidiocèse d'Acapulco.

## Territoire

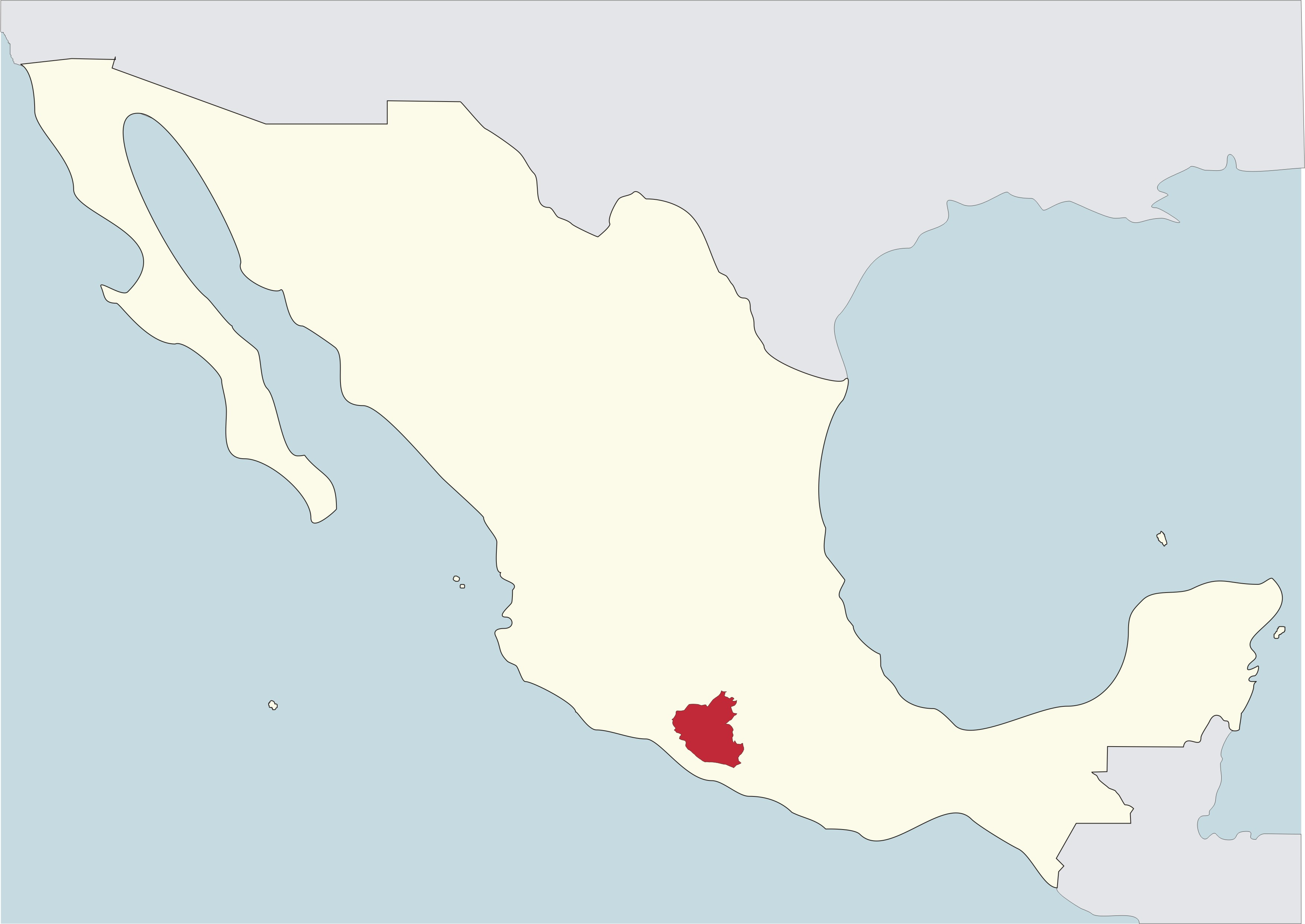
Le diocèse de Ciudad Altamirano en rouge sur la carte du Mexique

Il comprend une partie de l'État de Guerrero et une petite partie de l'État de Michoacán ce qui correspond à un territoire d'une superficie de 16 000 km2 divisé en 42 paroisses.
Le siège épiscopal est dans la ville de Ciudad Altamirano où se trouve la cathédrale Saint-Jean-Baptiste (es).

## Historique
Le diocèse est érigé le 27 octobre 1964 par la constitution apostolique Populo Dei du pape Paul VI en prenant une partie des territoires des diocèses d'Acapulco (aujourd'hui archidiocèse), de Chilapa (aujourd'hui diocèse de Chilpancingo-Chilapa), de Tacámbaro et de Toluca (aujourd'hui archidiocèse de Toluca).
Le 15 novembre 1973, il cède au diocèse de Toluca les municipalités de Sultepec et de Pozontepec de l'État de Mexico en vertu du décret Spirituali Christifidelium de la congrégation des évêques.
Nommé suffragant de l'archidiocèse de Morelia lors de sa création, il intègre la province ecclésiastique de l'archidiocèse d'Acapulco le 10 février 1983 par la constitution apostolique Quo maius du pape Jean-Paul II.
Il cède une portion de son territoire le 11 octobre 1985 pour la création du diocèse de Ciudad Lázaro Cárdenas.

## Évêques
- Juan Navarro Ramírez (1er juillet 1965 - 18 août 1970)
- Manuel Samaniego Barriga (11 janvier 1971 - 5 février 1979), nommé évêque de Cuautitlán
- José Lizares Estrada (4 mars 1980 - 31 janvier 1987)
- José Raúl Vera López, O.P (20 novembre 1987 - 14 août 1995), nommé évêque coadjuteur de San Cristóbal de Las Casas
- Carlos Garfias Merlos (24 juin 1996 - 8 juillet 2003), nommé évêque de Nezahualcóyotl
- José Miguel Ángel Giles Vázquez (19 juin 2004 - 7 septembre 2005)
- Maximino Martínez Miranda (7 juillet 2006 - 28 octobre 2017), nommé évêque auxiliaire de Toluca
- Jœl Ocampo Gorostieta, depuis le 2 avril 2019